# 巫伋
巫伋（1099年—1173年），字子先，建康府句容县（今江苏省句容县）人。南宋大臣，宋高宗时参知政事。彦徽公十六世孙，南宋绍兴八年戊午科登黄公度榜进士，授左朝散郎，充任龙图阁学士。官至银青光禄大夫端明殿大学士。曾出使金國。官拜枢密院使。卒谥文惠。
绍兴八年（1138年）中进士。任秀州华亭县青墩（今上海松江西）盐场水路盐运官。历任御史台监察御史、同知贡举、谏议大夫。绍兴二十年（1150年），巫伋由给事中、端明殿学士转任签书枢密院事。绍兴二十一年（1151年）十一月，宋高宗命他为兼权参知政事，成为副相。绍兴二十二年（1152年）四月，右谏议大夫章复弹劾巫伋辅政无补，殿中侍御史林大鼐弹劾巫伋贪财营私，于是罢职，以本职奉外祠。章复等再次弹劾，巫伋于是落职。巫伋在位时谄媚秦桧，议论都很轻视他。六十五岁定居无锡锡山。乾道九年（1173年）病故，葬在无锡华虑山。